# Satish Dhawan űrközpont
A Satish Dhawan űrközpont (angolul: Satish Dhawan Space Centre SDSC/SHAR) az Indiai Űrkutatási Szervezet (ISRO) központi indítóbázisa. Nevét Satish Dhawanról 2002. szeptember 5-én kapta.

## Történelme
A Sriharikota központi űrrakéta bázis Nellore tartományban, Ándhra Prades állam területén, Csennai városától 80 kilométerre északra, a Bengáli-öböl partján, egy orsó alakú szigeten található. Az egyenlítőhöz közeli pozíciója és a nagy lakatlan terület által határolt biztonsági zóna ideális űrkikötővé teszi. A teljes terület mintegy 145 négyzetkilométer, és 27 kilométeres tengerparti szakasszal rendelkezik. A délnyugati és északkeleti monszun által befolyásolt terület, de október és november kivételével folyamatosan biztosított a rakétaindítás.
1971. október 9-én végezték az első rakétatesztet, RH–125 (Rohini–125) hordozóeszközzel.
Az első műholdas kísérlet (Rohini–1) 1979. augusztus 10-én a rakéta technikai hibája miatt nem sikerült. Az első saját eszközökkel pályára állított műholdja a Rohini–1 volt, melyet 1980. július 18-án a saját fejlesztésű SLV–3 hordozórakéta emelt magasba. Ezzel India a világ hetedik űrhatalma lett, ami a Szovjetunió, az Amerikai Egyesült Államok, Franciaország, Japán, Kína és Nagy-Britannia után saját hordozórakétával juttatott műholdat a világűrbe, és ezzel Ázsiában harmadik nemzetként lépett az önálló világűrkutatás útjára.
A rakéták teljesítményének növekedésével 1987-től újabb indítóállomások kerültek kialakításra. 2005-től megkezdték két újabb, nagyobb rakéták indítására is alkalmas indítóbázis fejlesztését. A két indítóállás több rakéta (műhold) fellövését teszi lehetővé. Innen indították Hold körüli pályára a Csandrajáan–1 űrszondát. Az űrbázis kiszolgáló rendszere (vezetési, irányítási pontok; számítástechnikai központ; raktárak- és összeállító hangárok; próbapadok- és tesztelő létesítmények; üzemanyag tárolók; energia ellátás; indító állomások- és az indítást biztosítók; képzett személyzet; követő egységek; meteorológiai bázis) alkalmas szilárd- és folyékony hajtóanyagú rakéták működtetésére.
Megkezdődött az emberes űrrepülés technikai feltételeinek megteremtése. A tervek szerint 2017-ben India önállóan kíván űrhajóst a világűrbe juttatni.

### Rakéta-indítóhelyek
1. 1971-től RH (Rohini) légkörkutató rakéták,
2. 1979-1983 között SLV–3 hordozórakéta típusú hordozóeszközök,
3. 1987-1994 között ASLV típusú hordozóeszközök,
4. 1993-tól PSLV típusú hordozóeszközök,
5. 2001-től a GSLV típusú hordozóeszközök,
6. 2017-től az ember szállítására alkalmas hordozóeszközök,